# Entrée atmosphérique des météoroïdes

Météorite de Tcheliabinsk.

Cet article concerne la rentrée atmosphérique des météoroïdes. Pour celle des objets manufacturés, voir Rentrée atmosphérique.
L'entrée atmosphérique des météoroïdes recouvre l'ensemble des phénomènes physiques, chimiques et pétrologiques se déroulant depuis les premiers contacts d'un météoroïde ou d'une particule d'origine cométaire avec l'atmosphère terrestre jusqu'à son impact éventuel avec le sol.
On parle de météorite lorsqu'une partie au moins de l'objet atteint le sol. Dans le cas des étoiles filantes il s'agit de particules sub-millimétriques qui ne descendent guère en dessous de 70-80 km d'altitude.
Tous ces objets sont originaires du système solaire et entrent dans l'atmosphère à vitesse élevée (de plusieurs km/s à plusieurs dizaines de km/s), sous des angles d'incidence (relatifs à la verticale locale) variant de 0 à 90 degrés et avec des vitesses de rotation très variables.

## Histoire
Après les travaux de Ernst Chladni (1794) et d'Edward Charles Howard (1802)confirmés par Jean-Baptiste Biot dans son rapport sur la météorite de L'Aigle (1803) l'origine non planétaire des météorites est établi. Pendant tout le XIXe siècle les études minéralogiques auront pour but de classer les météorites et d'émettre des hypothèses sur leur origine dans le système solaire. Denison Olmsted (1834) et François Arago (1836) identifient les étoiles filantes comme des objets orbitant autour du soleil et Giovanni Schiaparelli fait le lien avec les comètes (1866).
Il faut attendre le XXe siècle pour voir apparaître la description de l'entrée avec Ernst Öpik pour le rayonnement (1922), Frederick Lindemann, Gordon Dobson (1923) et Carol Manson Sparrow (1926) pour les divers types d'écoulement (continu, raréfié). Le phénomène de sputtering pour les étoiles filantes a été proposé par Boris Levin (1939).
Au plan observationnel le développement des radars au cours de la seconde guerre mondiale a permis à James Hey de découvrir la diffusion des ondes par le sillage des étoiles filantes. Zdeněk Ceplecha a construit le premier réseau de détection des météorites avec lequel on a restitué pour la première fois une orbite héliocentrique, celle de la météorite de Příbram (1959). Cette technique a considérablement essaimé du fait de son coût modeste. Plus récemment l'étude des infrasons a permis une estimation indépendante des énergies et par suite des masses des objets. Ce type d'étude a été introduit en particulier par Douglas ReVelle (1973). Son utilisation est rendue difficile par la nécessaire complète connaissance de l'atmosphère. Des moyens permettant d'y parvenir ont été développés dans le cadre de l'OTICE.
Les progrès récents dans la connaissance et la description des phénomènes a été permis par l'utilisation de moyens développés dans le cadre de la rentrée atmosphérique des objets manufacturés : simulations numériques (écoulements raréfiés, ablation, couplage fluide-rayonnement, interactions d'objets) ou moyens d'essais tels que torche à plasma ou radars (ALTAIR, TRADEX).

## Les objets et leur cinétique à la rentrée

### Taille et masse

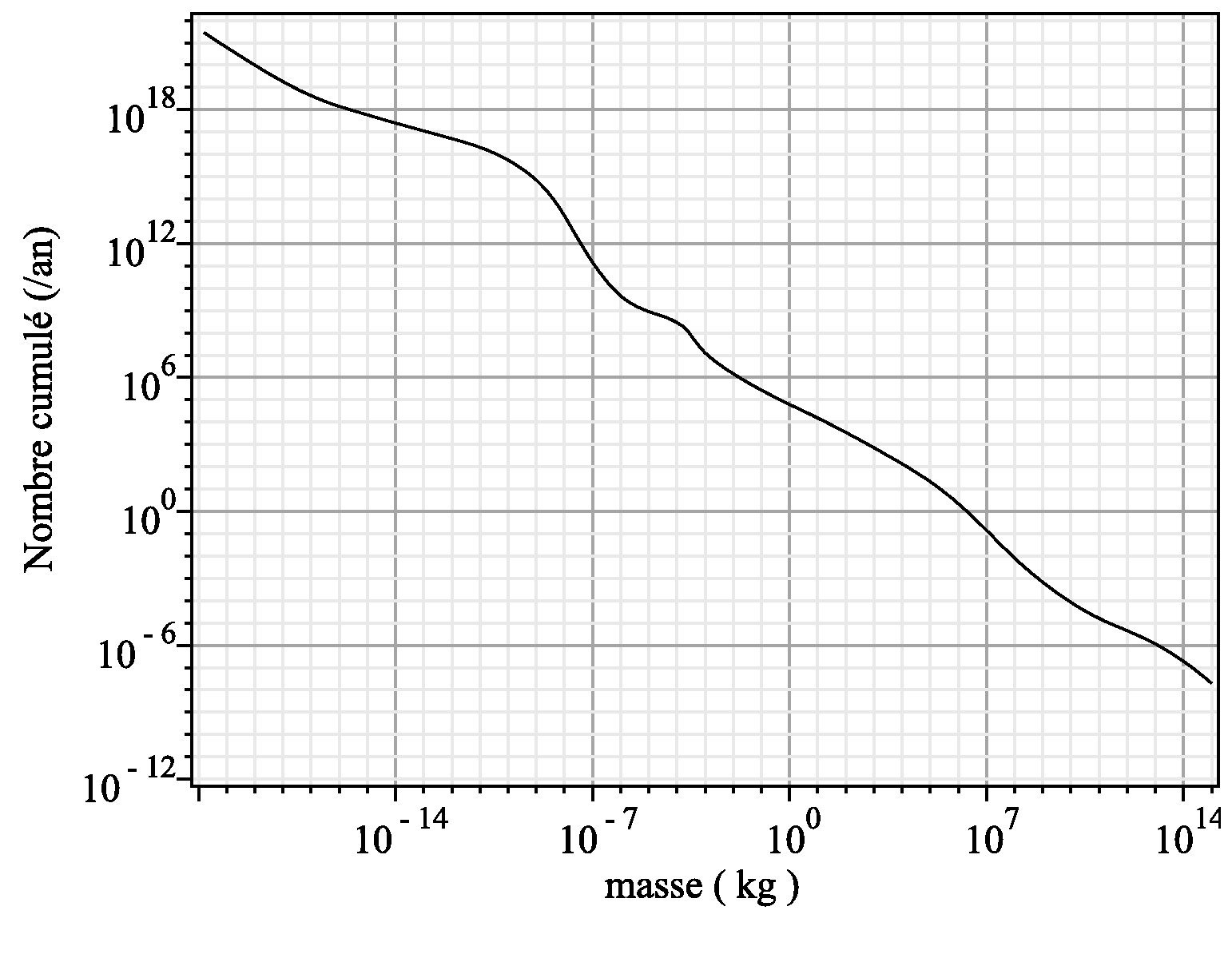
Nombre annuel cumulé de météores de masse supérieure à une masse donnée.

Il s'agit d'objets de taille très variable, de moins d'un micromètre jusqu'à quelques centaines de mètres, voire plusieurs kilomètres pour les événements les plus rares (à des intervalles de quelques dizaines ou centaines de millions d'années). Leur forme, qui intervient dans la rentrée, est généralement assez régulière. Leur masse est extrêmement variable (voir figure). La masse totale ajoutée à la Terre est en moyenne de 1,3 × 108 kg/an, une valeur dominée par les objets les plus massifs, malgré l'extrême rareté des impacts correspondants,.

### Nature
Ils sont constitués de matériaux ferreux (~8 000 kg/m3), rocheux (3 000–4 000 kg/m3) ou mixtes pour les objets issus d'astéroïdes ou d'impacts sur une surface planétaire, et de 200 à 1 500 kg/m3 pour les comètes.

### Vitesses cinématiques, angles d'entrée et vitesses de rotation

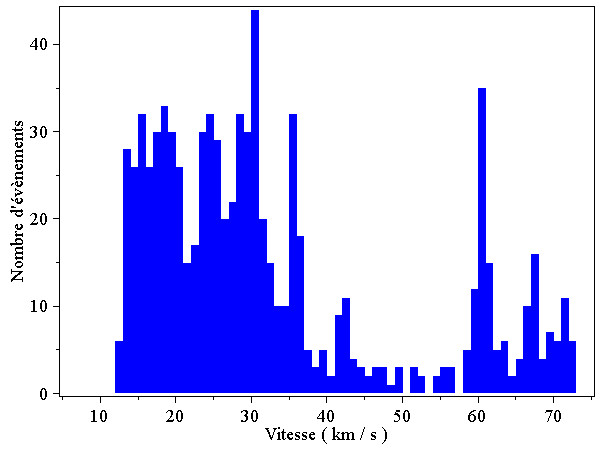
Vitesses de météores (European Fireball Network)

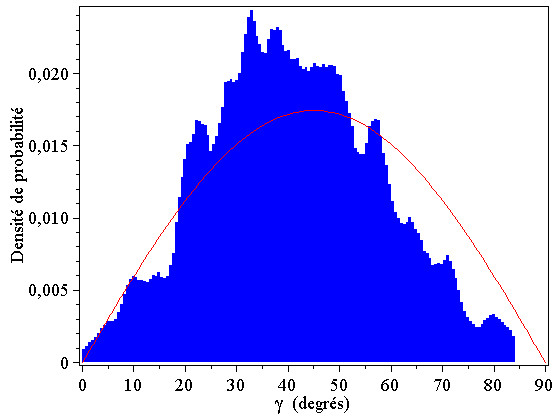
Distribution angulaire des météores (mesures MSSWG sur le site International Meteor Organization

Les vitesses pour des corps issus du système solaire sont comprises entre 11,2 et 72 km/s. Cette valeur maximale correspond à un hypothétique choc frontal entre la Terre sur son orbite (environ 30 km s−1) et un objet sur une orbite parabolique rétrograde (environ 42 km s−1, vitesse de libération du soleil comptée à partir de l'orbite terrestre). Les corps les plus importants (arbitrairement définis par une énergie supérieure à 0.4 MJ), issus de la ceinture d'astéroïdes ou d'impacts sur la Lune ou Mars, ont une vitesse excédant rarement 30 km s−1 avec un maximum de probabilité vers 16 km s−1.
Ces objets ont majoritairement une orbite proche de l'écliptique, avec une inclinaison orbitale inférieure à 30 degrés ; toutefois toutes les valeurs sont possibles.
La vitesse relative des objets en provenance d'autres systèmes n'est pas limitée a priori. Toutefois on ne connaît pas d'exemple de la rentrée de tels corps,.
Les angles sont approximativement décrits par une distribution en cosinus carré de l'angle de rentrée par rapport à l'horizontale locale. Cette distribution est calculée en considérant que la Terre intercepte un flux d'objets distribués aléatoirement. Les mesures valident approximativement cette hypothèse (voir figure). Un calcul plus précis nécessite de connaître la distribution des inclinaisons orbitales des objets incidents et de fixer la latitude de l'observateur.
La vitesse de rotation des grands corps pour lesquels ce paramètre a de l'intérêt peut varier de zéro à une fraction de tour par minute. Celle des fragments cométaires peut atteindre plusieurs milliers de tours par seconde.
La forme et la vitesse de rotation, a priori inconnus, sont laissés de côté et les objets supposés sphériques pour la modélisation. Il faut noter que pour les plus gros ces paramètres jouent sur la vitesse au cours de la rentrée par la variation de traînée et pour les phénomènes thermomécaniques qui peuvent entraîner la dislocation de l'objet.
La possibilité d'une modification notable de la trajectoire due à une portance d'équilibre est improbable mais pas impossible. Il semble que de telles trajectoires aient été observées. Par ailleurs certains fragments météoritiques peuvent acquérir des vitesses transversales élevées, supérieures à 100 m/s, par exemple dans le cas du superbolide de Tcheliabinsk.

## L'écoulement autour du corps
La nature de l'écoulement s'apprécie par le nombre de Knudsen Kn qui mesure le rapport entre et le libre parcours moyen des molécules ou atomes constitutifs de l'atmosphère et la taille de l'objet. L'écoulement est dit pleinement raréfié pour Kn > 10, continu pour Kn < 0.1. Entre ces deux valeurs on parle d'écoulement partiellement raréfié. Ainsi un objet de rayon 1 m sera en régime continu pour une altitude inférieure à 80 km tandis qu'une particule de 1 mm ne le sera qu'en dessous de 30 km.
Entre ces deux régimes l'aérodynamique complexe repose sur les méthodes numériques stochastiques ou directe (approche BGK,).

### En haute altitude
En régime raréfié une molécule ou atome impactant la surface de l'objet n'aura pas subi précédemment l'influence de celui-ci, à l'inverse de l'écoulement continu. Le problème se résume donc à l'impact et à ses conséquences : sputtering et échauffement conduisant à la fusion et à la vaporisation.
Toutefois, pour les météores de taille  millimétrique survivant jusqu'à une centaine de kilomètres d'altitude, la vaporisation en haute altitude entraîne la formation d'un nuage pouvant être relativement dense (pression de l'orde du bar, égale à la pression partielle du gaz vaporisé) qui se détend dans le milieu environnant à vitesse supersonique. Il crée ainsi un « bouclier » qui prolonge la durée de vie de l'objet et crée un choc faible mais détectable analogue à celui qui se produit pour les plus gros objets.

### Dans la partie dense de l'atmosphère

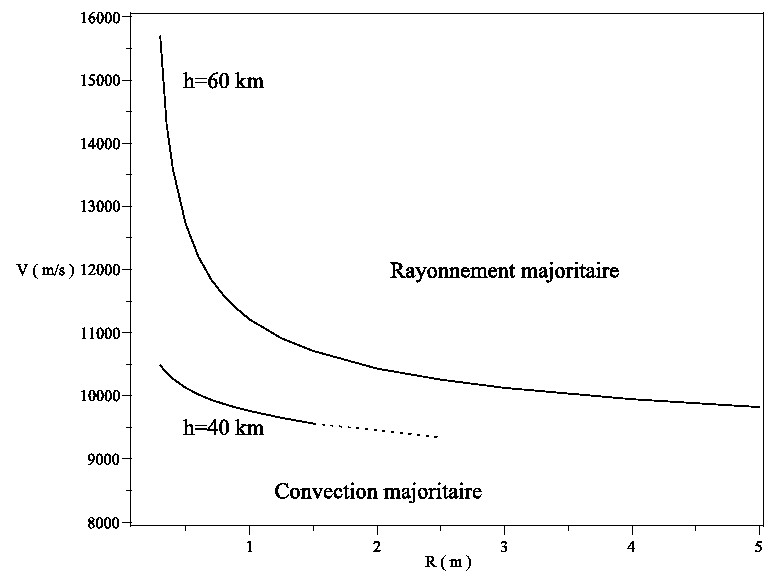
Parts relatives de la convection et du rayonnement pour un choc radiatif.

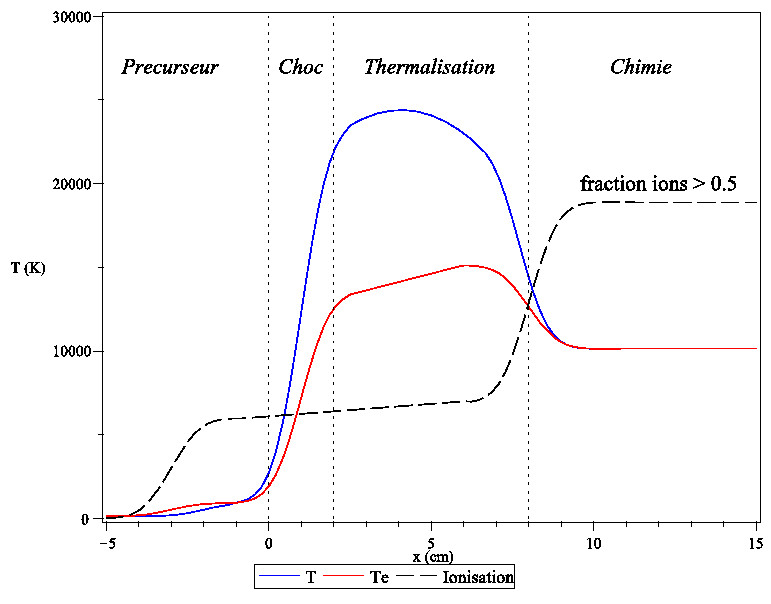
Écoulement radiatif : choc libre.

En régime continu l'écoulement est décrit par les équations de Navier-Stokes hors équilibre thermochimique. Aux vitesses supérieures à 10 km/s le rayonnement joue un rôle important dans l'écoulement, ceci étant fonction de la taille de l'objet : plus celui-ci est petit, plus le rayonnement est important. Typiquement pour une sphère de 1 m de rayon le rayonnement est prépondérant dès 9,8 km/s à une altitude de 40 km et 11,4 km/s à 60 km.
L'écoulement est complexe. Si on considère l'avant de l'objet il comporte :
- une zone de préchauffage (précurseur radiatif) lié à l'absorption par l'oxygène du rayonnement ultraviolet émis en aval ;
- un choc plus ou moins épais (quelques libres parcours moyens, ce qui peut représenter une valeur non négligeable aux hautes altitudes) mais correspondant à des sauts des diverses quantités donnés par les relations de Rankine-Hugoniot, sauf pour les électrons, et à condition de prendre en compte les quantités dans le précurseur ;
- une zone de thermalisation due à la décroissance des effets radiatifs dans laquelle les diverses températures (translation et rotation, vibration des molécules, électronique et radiative) s'équilibrent, pouvant atteindre plusieurs dizaines de milliers de degrés, voire dépasser 100 000 K ;
- une région d'écoulement « classique » descriptible par une température unique, fortement ionisé.
- une couche limite épaissie par les espèces injectées par ablation, lesquelles jouent un rôle dans le rayonnement en émettant et absorbant. Le bilan énergétique radiatif de ces espèces peut être variable d'un cas à l'autre.

## Effets sur les petits objets

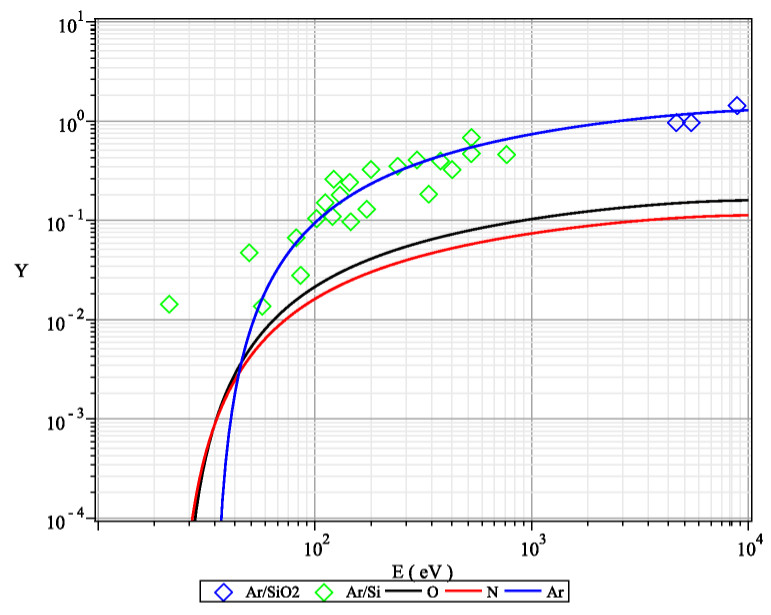
Sputtering de O, N, Ar sur silice et silicium : mesures et calcul.

Les objets de petite dimension, typiquement inférieure au millimètre, sont affectés par la haute atmosphère à partir de 200 km environ. Dans le cas d'un écoulement raréfié le premier phénomène qui apparaît est le sputtering. Les molécules ou atomes qui impactent la surface ont une énergie comprise entre 10 eV (oxygène atomique, V=11.2 km/s) et 1.1 keV (argon, V=72 km/s). Cette énergie est suffisante pour casser les molécules et permettre aux atomes de pénétrer dans le matériau en éjectant certains de ses atomes. Ce processus aléatoire est caractérisé par le rendement (masse éjectée / masse impactante) moyen. Ce rendement (« yield ») est de l'ordre de l'unité pour les grandes énergies.
Cet effet est bien sûr également présent sur les gros objets mais marginal, l'épaisseur enlevée étant très faible.
Si l'objet n'a pas totalement disparu par sputtering le dépôt d'énergie dans le matériau entraîne son échauffement jusqu'à fusion et vaporisation. Ce second phénomène n'apparait que pour les plus grosses particules, la taille s'appréciant en fonction des conditions d'entrée. D'une façon générale ces petits objets atteignent rarement l'altitude de 100 km.
Il faut noter que les plus petites de ces particules, typiquement {\displaystyle <10~\mu m} peuvent survivre à l'entrée dans l'atmosphère. Bien qu'identiques en composition avec les précédentes et de même origine elles ne sont pas classées comme météoroïde mais comme poussière cométaire ou micrométéorite. On peut les collecter dans la stratosphère ou dans les glaces polaires.

## Effets sur les gros objets

### Effets aérodynamiques

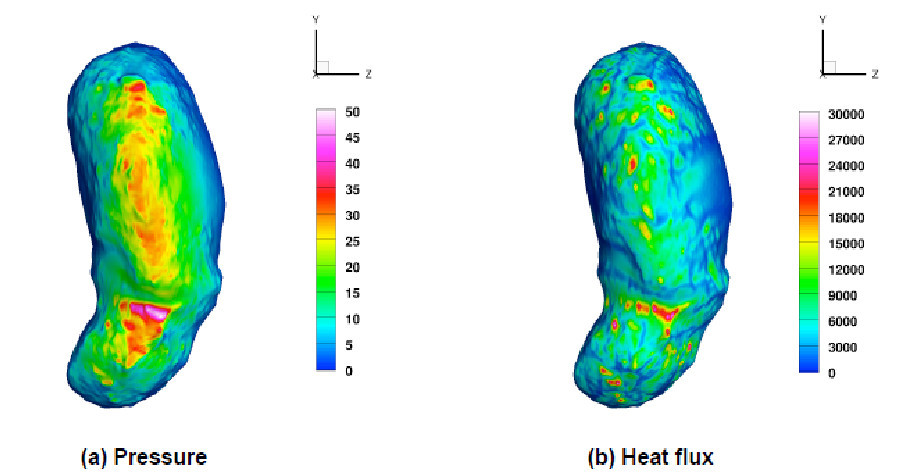
L'objet Itokawa dans une hypothétique rentrée : pressions (bar) et flux de chaleur (unités SI).

L'objet peut être stable ou non, avoir une portance d'équilibre ou non, sa rotation empêche la possibilité d'une déviation continue dans un plan donné. Il ne peut donc y avoir « rebond » sur l'atmosphère. On parle parfois de rebond apparent pour un bolide rasant dont l'altitude décroît puis réaugmente, ceci étant lié à la rotondité de la Terre. En réalité les lois de la mécanique céleste montrent que la courbure de trajectoire est toujours dirigée vers le centre de la Terre et augmente avec le freinage.

### Effets mécaniques, fragmentation

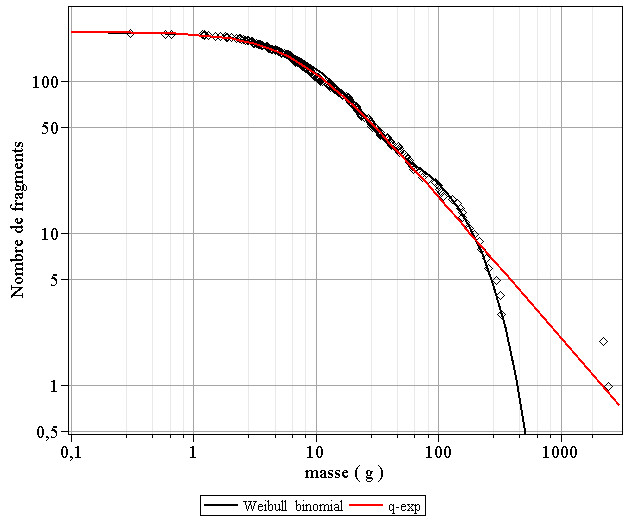
Distribution de masses supérieures à une valeur donnée de la météorite de Košice. Approximations par une loi de Weibull binomiale et une loi q-exponentielle.

Les effets mécaniques conduisant la plupart des météorites (sauf certaines météorites ferreuses) à une fragmentation sont liés à la pression (contraintes en compression et en traction), et au gradient thermique (contraintes en traction). Ce dernier effet est dominant dans un objet homogène,,.
Les fragments ont un devenir different suivant leurs tailles respectives, :
- Deux fragments de tailles voisines ont tendance à s'écarter du fait de l'interaction des onde de choc. Dans le cas d'une sphère la portance induite entraîne une vitesse latérale de l'ordre de quelques {\displaystyle m/s}. L'observation des trajectoires d'objets de taille suffisante confirme ces valeurs[43].
- Un petit fragment reste initialement à l'intérieur de l'onde de choc du gros, soit dans la partie non visqueuse, soit dans le sillage et peut même être capturé dans la région de recirculation. Cela n'interdit pas qu'il se sépare ultérieurement et acquière une trajectoire autonome.

La distribution des masses qui en résulte est dans tous les cas proche d'une loi log-normale telle que l'on rencontre dans les phénomènes de comminution.
Outre la vitesse latérale acquise lors de la fragmentation et d'une éventuelle portance d'équilibre les objets se séparent du fait des traînées différentes, plus importantes pour les petits fragments. Le champ de dispersion qui en résulte a une allure elliptique, les objets de masse élevée ayant statistiquement la plus grande portée. Ce phénomène n'est apparent que lorsque l'angle d'entrée du météoroïde par rapport à l'horizontale est faible comme dans le cas de la météorite de Dhajala (Gujarat). Il l'est beaucoup moins pour des angles élevés comme la météorite de Košice ({\displaystyle \theta \approx 60~{\text{degrés}}}).
Lors de la dernière phase les trajectoires s'effectuent à la vitesse limite de chaque objet et sont affectées par le vent. Durant cette phase les objets deviennent froids et donc peu visibles (dark flight).

### Ablation

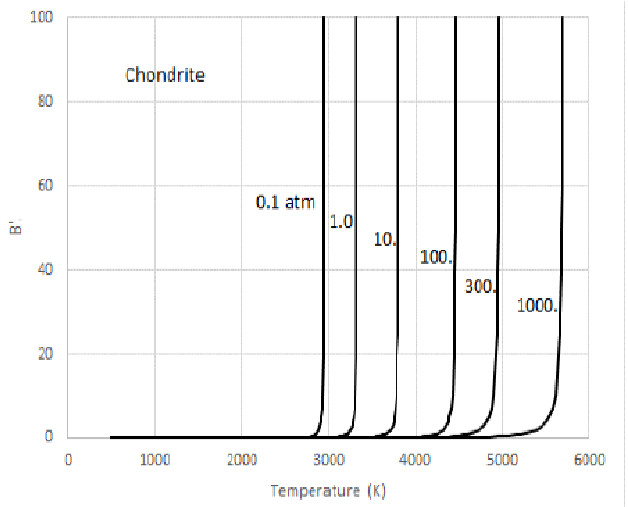
Flux d'ablation ramené aux échanges dans la couche limite pour une chondrite.

L'ablation recouvre l'ensemble des phénomènes physico-chimiques en surface ou à faible profondeur, et les échanges convectifs ou diffusifs dans la couche limite, entraînant la disparition de matière superficielle. Des espèces sont formées par réaction chimique avec l'oxygène et l'azote atmosphériques ou par changement de phase.
Passé le début de rentrée le phénomène d'ablation est quasi-stationnaire : le profil de température interne se déplace avec la paroi, identique à lui-même. Ceci permet de définir un caractère fondamental du phénomène : il est régi par le seul bilan énergétique et c'est ce bilan qui fixe la température de paroi. Les réactions ayant tendance à s'emballer en température, la température de « fonctionnement » est, pour une pression donnée, caractéristique du matériau et peu des conditions externes. Cette température atteint 3 000 à plus de 4 000 K et l'épaisseur chauffée ne dépasse pas quelques dizaines de centimètres. Ceci est à l'origine de la fragmentation de la plupart des météorites, les pressions exercées - quelques centaines de bars tout de même - ne jouant pas de rôle. Une autre conséquence de cette phénoménologie est que le débit massique d'ablation est approximativement proportionnel au flux de chaleur incident.
La part du flux de chaleur entrant dans le matériau représente environ 10 à 20 % du flux de convection calculé sur une hypothétique paroi froide et inerte, l'essentiel de l'énergie étant réémise sous forme radiative et absorbée par les réactions physico-chimiques, endothermiques aux températures de fonctionnement. L'énergie transférée sous forme convective n'est elle-même qu'une petite partie de la perte d'énergie cinétique de l'objet sur sa trajectoire, de l'ordre de 10 %, l'essentiel servant à chauffer l'atmosphère environnante.
À titre indicatif des calculs détaillés effectués pour des objets de taille supérieure au centimètre et des vitesses inférieures à 20 km/s les flux de chaleur maximaux sont atteints vers 30–40 km d'altitude et peuvent atteindre plusieurs centaines de MW/m2, induisant des flux de perte de masse de plusieurs centaines de kg/m2/s.
Cette phénoménologie a pour conséquence le fait que l'intérieur d'un objet de taille importante conserve sa température initiale, inférieure à 300 K (valeur d'équilibre pour un objet situé à la même distance du soleil que la Terre). Pour un objet de taille décamétrique, la partie chauffée ne représente que quelques pour-cents du volume.

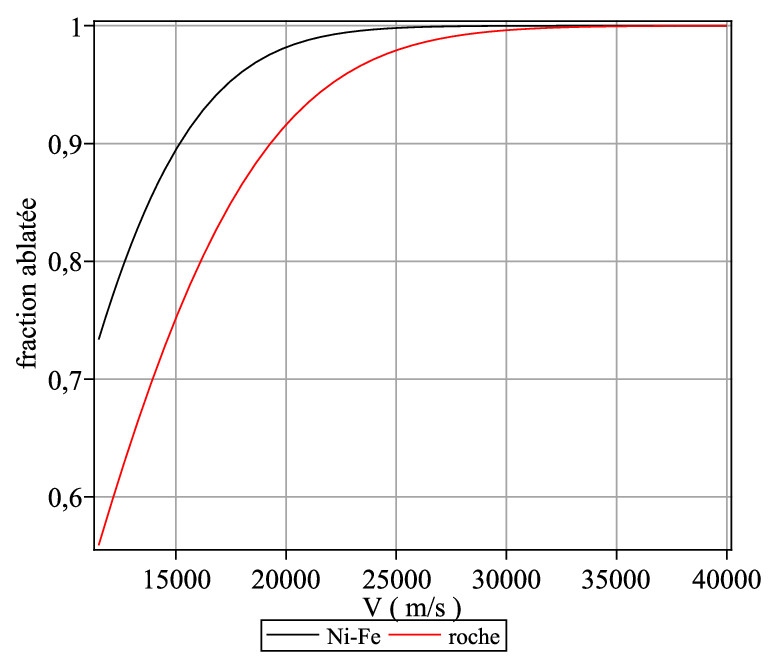
Fraction ablatée d'un météoroïde à son arrivée au sol. La valeur de dans chaque cas est issu de l'observation.

Il est possible de modéliser simplement l'ablation en supposant un objet sphérique en rotation, que l'énergie par unité de masse associée au phénomène {\displaystyle Q} est constante et que l'énergie transmise au corps est la fraction {\displaystyle \Lambda } (un paramètre ajustable à l'expérience) de l'énergie incidente approchée, :
{\displaystyle Q{\frac {\mathrm {d} m}{\mathrm {d} t}}=-{\frac {\Lambda }{2}}\rho V^{3}S\,,\quad S=\pi r^{2}}
où {\displaystyle m(t)} est la masse, {\displaystyle r(t)} le rayon, {\displaystyle \rho (h)} la masse volumique de l'air à l'altitude courante {\displaystyle h(t)} et {\displaystyle V(t)} la vitesse courante.
Cette équation est couplée à la trajectoire donnée par :
{\displaystyle {\frac {\mathrm {d} V}{\mathrm {d} t}}=-{\frac {1}{2m}}S\rho C_{x}V^{2}}
où {\displaystyle C_{x}} est le coefficient de traînée, voisin de l'unité pour une sphère en hypersonique.
Ce système d'équations peut être résolu :
{\displaystyle \log \left({\frac {m}{m_{0}}}\right)={\frac {\Lambda }{2C_{x}Q}}\left(V^{2}-V_{0}^{2}\right)}
En particulier lorsque la vitesse finale est faible on en déduit la perte de masse :
{\displaystyle {\frac {m_{0}-m}{m_{0}}}=e^{-\alpha V_{0}^{2}}\,,\quad \alpha ={\frac {\Lambda }{2C_{x}Q}}}
La variation de masse est indépendante de la masse (et donc de l'éventuelle fracturation) et de l'angle d'entrée dans l'atmosphère. Ce modèle approché montre que la fraction subsistante à l'impact est dans tous les cas inférieure à {\displaystyle 50~\%} et que pour les vitesses élevées la quasi-totalité de l'objet disparaît (voir courbe).

### Présence d'une phase liquide

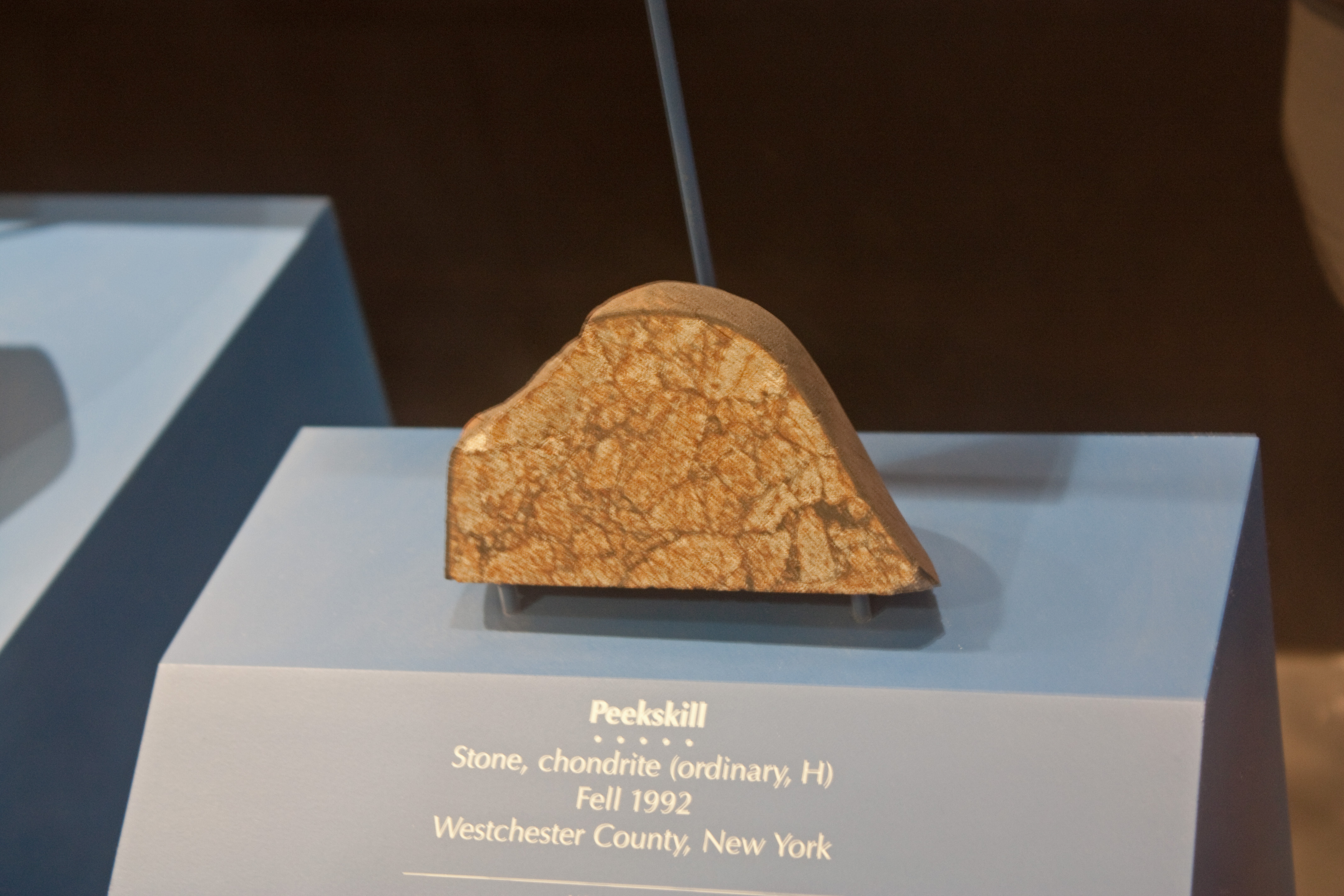
La météorite de Peekskill et sa surface de silice et magnésie figée.

On peut voir apparaître une phase liquide sur la surface. Par exemple dans le cas d'un silicate de type forstérite présent dans les chondrites on a un mélange de SiO2 et MgO liquides formés de la façon suivante :
Mg2SiO4(sol) → Mg2SiO4(liq) → 2 MgO(liq) + SiO2(liq).
Ces derniers produits pourront eux-mêmes être partiellement vaporisés et former de nouvelles espèces comme SiO.
Le liquide formé migre vers l'arrière le long de la surface sous l'effet du cisaillement aérodynamique, et s'accumule dans les zones froides à l'arrière quand elles existent (quand le corps possède une incidence d'équilibre stable, ce qui semble être rarement le cas au vu de l'examen des fragments météoritiques),. Le liquide est partie prenante du phénomène d'ablation, qui dans ce cas est un phénomène non local.

### Morphogenèse

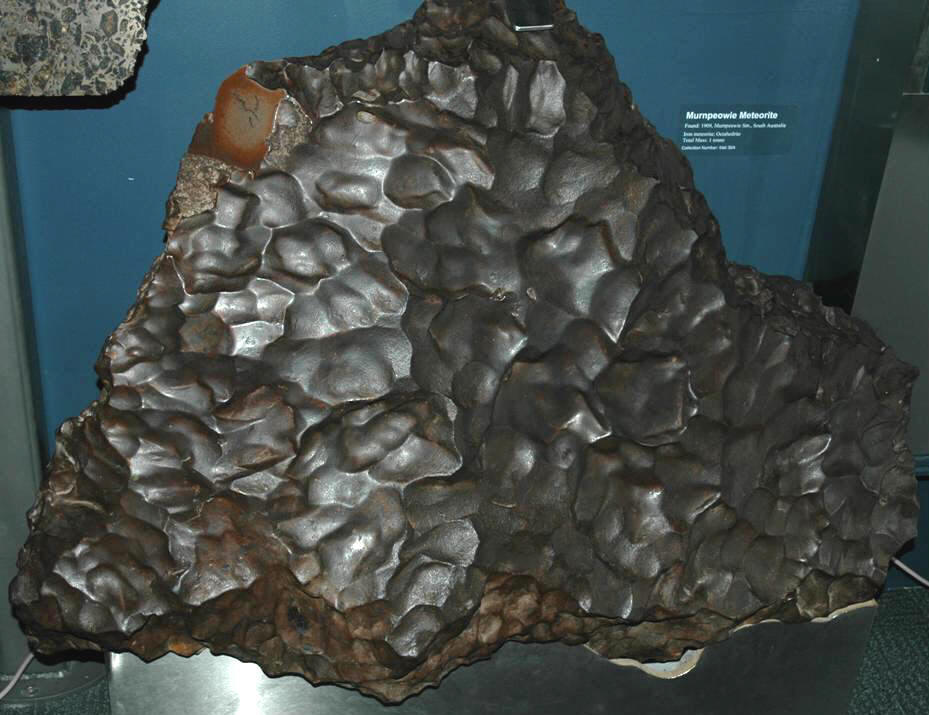
Gouges.

Il peut apparaître des motifs surfaciques tels que regmaglyptes, cannelures ou gouges. Ils peuvent résulter d'hétérogénéités mais également avoir pour origine un mécanisme de réaction-diffusion. C'est le cas des gouges, caractéristiques d'un écoulement turbulent, qui dérivent à la surface en même temps que celle-ci s'ablate. Ce liquide est partie prenante du phénomène d'ablation qui dans ce cas est un phénomène non local.

## Observations, effets

### Effets mécaniques
Ces objets sont freinés de manière très variable :
- les plus petits sont très vite freinés. Les plus rapides disparaissent par ablation, les plus lents subsistent sous forme d'aérosols ;
- les plus gros sont à peine affectés par l'atmosphère ;
- entre les deux les objets de taille métrique sont freinés, ils arrivent jusqu'au sol entiers ou sous forme de débris pouvant atteindre une grande taille.

Les mécanismes de dégradation décrits ci-dessous excluent toute explosion, terme employé de façon récurrente, sans doute lié au fait qu'un observateur au sol voit un (ou plusieurs) phénomènes d'augmentation de la luminosité suivi d'une onde de choc (ou de plusieurs ondes très rapprochées). Cette onde existe même en l'absence de fragmentation. Il ne peut y avoir d'explosion ; en effet un corps de taille centimétrique ou métrique est quasi-isotherme, froid pour l'essentiel. En effet la température interne est celle de l'objet à son arrivée dans l'atmosphère, voisine de la température d'équilibre radiatif. Le flux solaire {\displaystyle F=1361~W/m^{2}} au niveau terrestre conduit grâce à la loi de Kirchhoff à une température d'équilibre {\displaystyle T_{eq}=\left({\frac {F}{4\sigma }}\right)^{\frac {1}{4}}=278~K} où {\displaystyle \sigma } est la constante de Stefan-Boltzmann. Cette température d'équilibre varie de 1 degré par heure environ pour une trajectoire courante d'astéroïde. Sachant que le temps caractéristique de variation de la température d'une sphère est {\displaystyle t_{c}={\frac {R}{2\alpha }}} où {\displaystyle \alpha } est la diffusivité on en déduit la taille maximale autorisant l'hypothèse quasi-isotherme : de l'ordre de {\displaystyle R=1~m}, sachant que le calcul ci-dessus ne prend pas en compte la forme réelle et le mouvement à la Poinsot de l'objet.
Au cours de l'entrée la partie externe de l'objet est soumise à des températures de plusieurs milliers de degrés sur une épaisseur millimétrique seulement. Au total l'énergie interne est très faible devant l'énergie cinétique et n'augmente pas au cours du temps, toute l'énergie incidente étant restituée au milieu extérieur sous forme gazeuse ou de rayonnement lorsqu'est atteint le régime ablatif.
L'énergie est cédée au milieu extérieur de rayonnement dont une grande partie est immédiatement réabsorbée et sous forme mécanique : mise en vitesse locale de l'air et création d'un choc. Compte tenu de la vitesse de l'objet le demi-angle au sommet du cône de Mach {\displaystyle \theta =\arcsin {Ma^{-1}}}est de l'ordre du degré seulement : le choc est quasiment cylindrique.
Pour un objet supersonique effilé isotherme dans un écoulement sans rayonnement l'analogie hypersonique permet de passer de l'écoulement stationnaire bidimensionnel sur un corps à un problème instationnaire unidimensionnel en géométrie cylindrique. Le calcul numérique permet d'étendre cette théorie des chocs faibles au problème présent et d'en déduire des conséquences importantes :
- tout d'abord que l'énergie cédée au milieu extérieur par unité de longueur sur la trajectoire est égale à la traînée[d]. On peut en déduire la conséquence de la fragmentation d'un objet. Si l'on suppose qu'un objet sphérique est fractionné en N fragments également sphériques et indépendants un calcul simple montre que la traînée totale est multipliée par {\displaystyle N^{1/3}}. Cet effet est relativement faible et de nature à expliquer l'augmentation locale de luminosité mais ne permet pas pour autant de parler d'explosion ;
- sachant par ailleurs que les simulations numériques permettent de monter que l'onde de choc créée à une distance de quelques dizaines de fois la taille de l'objet est analogue à celle d'une explosion ponctuelle[58] on peut en déduire que le bon modèle décrivant les effets du météorite sur l'environnement est donc un fil explosif, l'énergie déposée par unité de longueur étant dépendante du point sur la trajectoire[59]. La théorie permettant de prédire la surpression en fonction de la distance (en l'absence d'absorption) pour une source d'énergie linéique donnée[60], il possible de prédire l'effet d'un objet connaissant son rayon et son nombre de Mach. Il est bien évident que la méthode n'est pas applicable pour un observateur situé dans une région proche de l'intersection de la surface terrestre avec la trajectoire initiale.

### Propagation de l'onde de choc
D'après le principe de Fermat l'onde de choc peut être décrite de manière équivalente par une surface ou par des rayons sonores perpendiculaires en tout point à cette surface. La description du signal constitutif utilise cette seconde méthode et porte sur la surpression par rapport à la valeur ambiante. Dans le cas de la surface d'onde on utilise l'énergie par unité de surface, obtenue par intégration du signal de pression.
Le signal véhiculé par ce rayon est constitué à peu de distance de l'objet par une discontinuité de surpression suivie d'une détente amenant à une pression relative négative puis d'une remontée à la pression ambiante. Ce type de profil est typique d'une explosion. Ce signal possède un spectre très large avec un contenu important en infrasons.
Il se transforme au bout quelques kilomètres en une onde en N en raison de la dépendance de la vitesse de propagation du son avec la pression. Les ondes élémentaires en surpression vont plus vite et rattrapent la discontinuité de tête avec laquelle elles fusionnent. Les ondes en dépression fusionnent à l'arrière pour former une seconde discontinuité. Cette différence de vitesse conduit à l'allongement de l'onde et, par conservation de l'énergie, à la diminution des amplitudes. La décroissance théorique de la discontinuité de pression est en {\displaystyle r^{-3/4}}.
Par la suite la dissipation liée aux discontinuités du signal et le phénomène d'absorption vont diminuer à leur tour l'amplitude du saut de pression. L'absorption, variant comme le carré de la fréquence pour les fréquences supérieures à 10 kHz, aura pour effet de modifier le spectre et par suite aura tendance à « lisser » les discontinuités. La dispersion, liée à la variation de la vitesse du son avec la fréquence, produit un phénomène analogue. Il faut noter que les infrasons, peu affectés par l'absorption, auront une distance de propagation sans commune mesure avec les fréquences audibles.
Enfin, à basse altitude, la turbulence de la couche limite atmosphérique peut déstructurer totalement le signal.
Un point fondamental de la propagation est la réfraction du signal par les gradients verticaux de température et de vent. Le premier de ces effets permet par réflexion sur la haute atmosphère une propagation des infrasons sur plusieurs milliers de kilomètres mais rend difficile de détecter leur origine.

### Rayonnement du météore

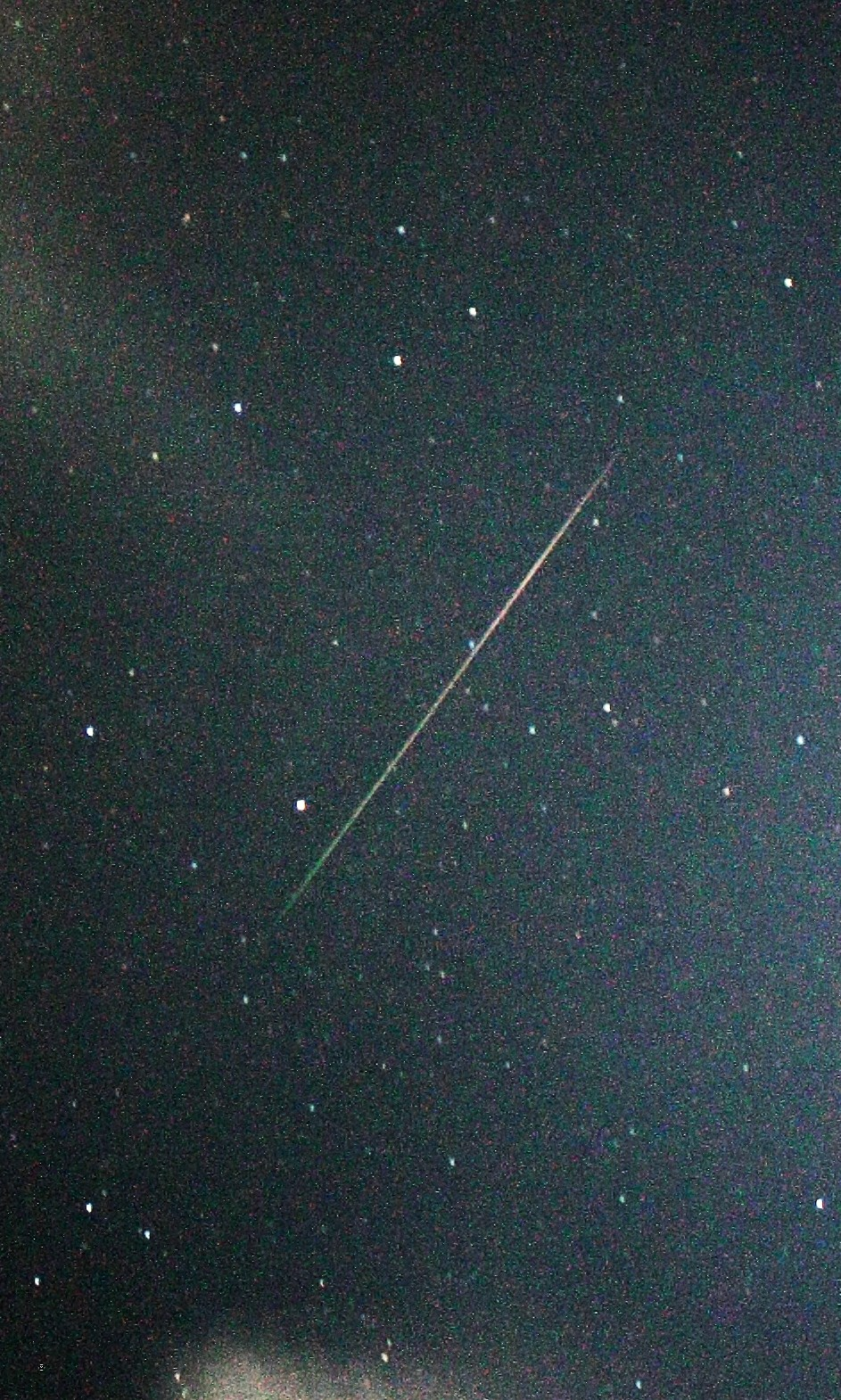
Traînée verte (Mg) et rouge (Ca) d'une perséide.

Dans le cas d'un bolide, donc en écoulement continu, le rayonnement provient de trois régions :
- la surface de l'objet : son émission constitue la partie continue du spectre mais ne représente qu'un faible pourcentage de l'énergie totale émise ;
- la partie située autour de l'objet où l'air est chauffé à plusieurs milliers ou dizaines de milliers de kelvins : le spectre du rayonnement transmis s'étend du proche ultraviolet jusqu'au visible (les raies UV plus énergétiques étant absorbés par l'air froid) ;
- le sillage : bien que beaucoup plus froid (température inférieure à 2 000 K) sa partie active s'étend sur une longueur d'une centaine de fois la taille de l'objet. De plus les produits d'ablation injectés s'ionisent facilement et émettent un très important rayonnement de recombinaison identifiable par leur spectre. Leur contribution à l'énergie totale émise est du même ordre de grandeur que celle de l'air, voire supérieure. Il est probable que le flash lumineux accompagnant la fracturation (improprement baptisée explosion) d'une météorite soit le résultat d'une injection importante de matière sous forme divisée dans le sillage.

### Détection depuis le sol
Un réseau international (FRIPON, Fireball Recovery and InterPlanetary Observation Network) a été créé pour détecter les traces de rentrée de bolides à l'aide de caméras optiques dotées d'un calculateur permettant l'identification du signal. La triangulation permet de situer la zone d'impact des météorites et, dans certains cas, la récupération de fragments.
Ce système est associé à une détection par le système radar GRAVES (Grand Réseau Adapté à la VEille Spatiale) ainsi qu'à des récepteurs spécifiques permettant la détection du signal émis par GRAVES et diffusé par le bolide.
Pour des raisons d'opportunité, les mesures spectroscopiques d'un objet rentrant concernent généralement les sondes spatiales et sont embarquées sur avion. L'observation de météores est rare et faite depuis le sol.
On peut également détecter les infrasons produits par des météores jusqu'à une dimension millimétrique, ceci étant relativement aisé pour des sources proches, peu affectées par l'absorption. Dans le cas d'objets lointains la reconstitution de leur trajectoire requiert des moyens importants pour la reconstitution de l'atmosphère entre l'objet et l'observateur. En outre ce problème inverse est, comme les problèmes de détection de source en sismologie, mal posé.

### Diffusion des ondes radio
L'ionisation du sillage du bolide permet d'augmenter brièvement et localement les propriétés de transmission de l'ionosphère (« meteor scatter ») dans la couche de Kennelly–Heaviside et d'effectuer une liaison par météore trans-horizon dans la bande VHF.

### Autres effets acoustiques
Il a été observé des sons tels que éclatement, sifflement ou léger bruissement accompagnant les météores très lumineux. Diverses explications ont été avancées :
- émission de signaux dans les bandes VLF ou ELF, absorbés par des antennes naturelles qui, excitées mécaniquement, génèrent alors un son[72] ;
- l'absorption du rayonnement optique par des matériaux diélectriques capables de générer des vibrations tels que cheveux, fibres de tissu[73].